# پالمیتولئیک اسید
پالمیتولئیک اسید (به انگلیسی: Palmitoleic acid) اسید چربی با فرمول شیمیایی C۱۶H۳۰O۲ یک ترکیب شیمیایی با شناسه پاب‌کم ۴۶۶۸ است. که جرم مولی آن ۲۵۴٫۴۰۸ g/mol می‌باشد. 